# Głębokie rozładowanie
Głębokie rozładowanie – polega na rozładowaniu ogniwa praktycznie do zera, tj. poniżej stanu dopuszczalnego przez producenta (dla ogniw NiXX – 0,7 V). Teoretycznie po długotrwałym głębokim rozładowaniu ponowne naładowanie ogniwa jest niemożliwe. Nowoczesna elektronika potrafi ochronić baterię przed takim rozładowaniem wyłączając obciążenie zanim ładunek w ogniwach osiągnie niebezpiecznie niski poziom – dzięki temu nawet po kilku dniach prawie całkowitego rozładowania możliwe jest ponownie naładowanie akumulatora. Pomimo "wbudowanego zabezpieczenia" wskazane jest jednak samodzielne dbanie o używany akumulator – gdy poziom naładowania akumulatora osiągnie poziom około 5% pojemności (poziom ostrzeżenia) powinno się naładować akumulator do pełna.
Głębokie rozładowanie może mieć również pozytywny wpływ na żywotność ogniw, zapobiegając efektowi pamięci. Wystarczy raz na kilka lub kilkanaście cykli ładowań całkowicie rozładować akumulator (do momentu wyłączenia się urządzenia) a następnie naładować go do pełna.